# Rock’n Cop
Rock’n Cop (jap. 未来警察ウラシマン Mirai Keisatsu Urashiman; deutsch „Zukunftspolizei Urashiman“) ist ein Science-Fiction-Manga von Hirohisa Soda. Es wurde von Tatsunoko Productions im Jahr 1983 als Animeserie adaptiert. Neben Japan und Deutschland wurde Rock’n Cop unter anderem auch in Frankreich und Italien ausgestrahlt.

## Handlung
Tokio im Jahr 1983. Ein junger Mann namens Rico flieht mit einem VW-Käfer vor der Polizei. Zur selben Zeit zieht ein Unwetter über der Stadt auf. Plötzlich verliert Rico die Kontrolle über das Auto, rast durch eine Straßensperre und stürzt dabei einen Abhang hinunter - der Wagen wird vom Taifun erfasst. Dadurch gelangt er gemeinsam mit dem Kater Miyah mit Hilfe eines Zeitsprungs in das Tokio des Jahres 2050, jedoch verliert Rico all seine Erinnerungen.
Tokio im Jahr 2050: Ricos VW Käfer prallt mit dem Wagen des Polizisten Claude zusammen, der Rico daraufhin verhaftet. Kurze Zeit später verhilft ihm Neocrime, das mächtigste Verbrechersyndikat in dieser Zeit, zur Flucht, da dieses ein Interesse an Rico zu haben scheint. Jedoch kann Claude Rico wieder einfangen, wodurch nun beide durch Neocrime verfolgt werden. In einer Kirche lernen sie die junge Nonne Sophia kennen. Sie schließt sich ihnen an, nachdem ihr Resozialisierungsprogramm gescheitert ist. DR. Gondo findet die drei schließlich, und nimmt sie in das Mobile Sondereinsatzkommando auf. Ihre oberste Aufgabe ist es, Neocrime zu zerschlagen.
Im weiteren Verlauf der Serie lüften sich allmählich so manche Geheimnisse. So erfährt man, dass Generalissimo Fuller, der Anführer des Verbrechersyndikats, im Jahr 1983 ein junger, ambitionierter Forscher gewesen ist, der das Ziel verfolgte, die Menschheit mit einer neuartigen Waffentechnologie zu unterjochen. Auf der Flucht vor Geheimagenten rettet ihm der zufällig anwesende Rico das Leben durch eine Bluttransfusion, von der beide Männer Narben auf der Brust zurückbehalten. Fuller sieht Rico dadurch als seinen Bruder an, mit dem er seine zukünftige Macht teilen möchte. Bei einem Kampf mit Agenten wird jedoch die Superwaffe zerstört, deren Explosion den besagten Sturm, der als Zeitportal fungiert, verursacht. Im Jahr 2050 treffen Rico und Fuller, der mittlerweile ein alter Mann am Ende seiner Lebenszeit ist, wieder aufeinander. Allmählich beginnt Rico zu erkennen, dass zwischen ihm und Fuller eine Beziehung bestanden haben muss, ohne jedoch diese genau definieren zu können. So glaubt Rico eine Zeit lang, dass Fuller sein Alter Ego sein könnte. In Wahrheit will Fuller Rico in das Jahr 1983 zurückschicken, in der Hoffnung, dass er dadurch wieder seine Jugend erlangen könnte, um die Welt beherrschen zu können. Als dies misslang ergreift Ludwig von Ludvich die Gelegenheit und entledigt sich des Generals, in der Hoffnung, an die Spitze von Neocrime aufsteigen zu können. Letztlich führt dies zur Spaltung des Syndikats.

## Charaktere

### Das Mobile Sondereinsatzkommando
- Rico Urashiman (jap. ウラシマ・リュウ Urashima Ryū) – Durch einen Zufall ins Jahr 2050 gereist, schließt sich zusammen mit Claude und Sophia dem Kommando an.
- Claude – Polizist, Ricos bester Freund
- Sophia – Ehemalige Nonne, jetzt festes Mitglied des Kommandos und die heimliche Liebe von Rico und Claude
- Miyah – Ricos fauler Kater, er lebte ursprünglich im Jahr 1983 in Fullers Haus.
- Dr. Gondo – Chef des Mobilen Sondereinsatzkommandos und manchmal auch eine Art Vaterfigur für das Trio
- Marklin Division 38 – „Das Mobile Sondereinsatzkommando“, ein riesiges Fahrzeug, das weitere Fahrzeuge in sich beherbergen kann. Es ist mit allerlei Technik und Waffen ausgestattet.

### Neocrime
- Ludwig (jap. Adolf von Ludvich), er ist die rechte Hand von Fuller, übernimmt aber später seinen Platz.
- Marlene – Geschickte Kämpferin, die auch weiß, ihre weiblichen Reize effektiv einzusetzen.
- Yetander (jap. Jitanda) – Ludwigs Diener
- Stinger Wolf – Leitet das Neocrime-Außenteam. Das Team besteht aus einigen Personen wie z. B.: Stinger Cat, Stinger Bear, Stinger Hawk und Stinger Shark.
- Stinger Cat – sie ist ein weibliches Mitglied des Außenteams. Ihr gelingt es immer wieder vor allem Cloud mit ihren weiblichen Reizen zu verführen und für ihre Zwecke einzuspannen.
- Generalissimo Fuller (jap. Führer) – Oberster Anführer, kennt Rico noch aus dem Jahr 1983, ist jetzt wie besessen hinter ihm her. Rico hält Fuller eine Zeit lang für sein eigenes gealtertes Alter Ego.

## Manga
Die Mangaserie von Autor Hirohisa Soda und Zeichner Noboru Akashi erschien von 1979 bis 1984 beim Verlag Akita Shoten in insgesamt vier Sammelbänden.

## Animeserie
Eine Verfilmung des Stoffs als Anime für das japanische Fernsehen entstand beim Studio Tatsunoko Pro unter der Regie von Kōichi Mashimo und Seiji Okuda. Als Hauptautor war Hirohisa Soda tätig. Die Charakterdesigns entwarfen Chūichi Iguchi, Shigeru Kato und Takashi Nakamura und die künstlerische Leitung lag bei Mitsuharu Miyamae. Das Mechanical Design stammt von Kunio Okawara, für die Kameraführung war Hitoshi Sato verantwortlich und die Produzenten waren Akira Inoue, Kazuya Maeda und Minoru Ohno. Für den Schnitt war Sachiko Miki zuständig.
Die Erstausstrahlung der 50 Folgen in Japan erfolgte vom 9. Januar bis zum 24. Dezember 1983 bei Fuji TV. Es folgte 1986 eine Ausstrahlung in Frankreich als Super Durand oder Urashiman – Le flic du futur. 1991 wurde die Serie von Saban Entertainment in den USA bearbeitet und mit dem Titel Rock’n Cop versehen. Diese Fassung wurde in den USA zunächst nicht veröffentlicht, war aber die Grundlage für die nachfolgenden Veröffentlichungen Europa. So für die deutsche Erstausstrahlung, die 1993 auf RTL 2 im Rahmen des Vampy-Programmblocks stattfand. Weitere Ausstrahlungen erfolgten in Schweden, Finnland und Italien. Über Streaming wurde die bearbeitete Version schließlich auch in den USA zugänglich.

### Synchronisation
Die deutsche Synchronfassung entstand bei MME Studios Berlin.
| Rolle (jp./dt.)             | japanische Sprecher (Seiyū) | deutsche Sprecher    |
| --------------------------- | --------------------------- | -------------------- |
| Ryū Urashima/Rico Urashiman | Michitaka Kobayashi         | Kim Hasper           |
| Claude Mizusawa             | Akira Kamiya                | Mario von Jascheroff |
| Sophia Nina Rose            | Keiko Yokozawa              | Marie Bierstedt      |
| Adolf von Ludvich/Ludwig    | Kaneto Shiozawa             | Jan Spitzer          |
| Toru Gondo/Dr. Gondo        | Toru Ohira                  | Gerd Holtenau        |
| Marlene Saberiewa           | Haruko Kitahama             | Viola Sauer          |
| Stinger Wolf                | Tessho Genda                | Jörg Döring          |

### Musik
Die Musik der Serie wurde komponiert von Shinsuke Kazato. Das Vorspannlied ist Midnight Submarine und der Abspann ist unterlegt mit dem Lied Dream City Neo Tokyo. Beide Titel stammen von Harry.

## Rezeption
Das „launige Science-Fiction-Spektakel“ beginne mit viel Comedy um den sich in eine unbekannte Umgebung versetzten, zeitgereisten Ryo, so die Anime Encyclopedia. Die Geschichte werde im weiteren Verlauf jedoch ernsthafter, wenn die Jagd auf Neocrime in den Fokus rückt.